# Купідон (супутник)
Купідон (англ. Cupid) — внутрішній супутник Урана.
Був відкритий 25 серпня 2003 року Марком Шоуолтером і Джеком Ліссауером за допомогою космічного телескопа «Габбл». Після відкриття отримав тимчасове позначення S/2003 U 2. Названий за іменем персонажа з п'єси Шекспіра «Тімон Афінський».
Также обозначается как Уран XXVII.
Купідон є найменшим з відомих внутрішніх супутників Урана. За припущенням має діаметр близько 18 км. Малий розмір і темна поверхня роблять його дуже тьмяним, через що він не був виявлений «Вояджером-2» під час його проходження біля Урана у 1986 році.
Орбіта Купідона пролягає всього лише за 863 км від орбіти крупнішого супутника Белінди. На відміну від Меб і Пердіти, орбіта Купідона, ймовірно, не схильна до збурень.
Купідон належить до групи Порції, яка також включає Б'янку, Крессиду, Дездемону, Джульєту, Порцію, Розалінду, Белінду і Пердіту. У цих супутників схожі орбіти і фотометричні властивості.